# Amandine Monnot
Amandine Monnot (* 6. Februar 2002) ist eine französische Tennisspielerin.

## Karriere
Monnot spielt bislang Turniere der ITF Junior Tour und der ITF Women’s World Tennis Tour, wo sie aber bislang noch keinen Titel gewinnen konnte.
2018 spielte sie ihr erstes ITF-Turnier beim W15 in Solarino, wo sie mit einem 6:2 und 6:0 Erstrundensieg gegen Veronica Napolitano ihren ersten Punkt für die Weltrangliste gewinnen konnte. In der zweiten Runde schied sie dann mit einem 4:6 und 3:6 gegen Miriana Tona aus.
2019 erreichte sie mit Siegen gegen Juliette Mazzoni, Valentina Losciale und Carole Monnet das Achtelfinale beim W15 in Andrézieux-Bouthéon, wo sie dann gegen Alice Ramé mit 0:6 und 2:6 verlor.
2020 spielte sie zum Jahresende nur zwei Turniere, wo sie aber jeweils in der ersten Runde der Qualifikation ausschied.
2021 gelangte Monnot als Qualifikantin ins Hauptfeld der mit 80.000 US-Dollar dotierten Internationaux Féminins de la Vienne, wo sie in der ersten Runde gegen Alice Robbe mit 0:6, 6:4 und 3:6 verlor, aber die bis dahin meisten Weltranglistenpunkte gewinnen konnte.
2022 erhielt sie eine Wildcard für das Hauptfeld im Dameneinzel des mit 60.000 US-Dollar dotierten Engie Open de l’Isère, wo sie in der ersten Runde mit 3:6 und 2:6 der Qualifikantin Alicia Barnett unterlag. Im Oktober unterlag sie bei den Internationaux Féminins de la Vienne in der ersten Runde Lucrezia Stefanini mit 0:6 und 2:6.
2023 qualifizierte sie sich zu Jahresbeginn abermals für das Hauptfeld im Dameneinzel der Engie Open Andrézieux-Bouthéon 42, wo sie mit einem 6:4, 5:7 und 6:4 gegen Julie Belgraver und einem 6:3, 5:7 und 6:4 gegen Urszula Radwańska das Viertelfinale erreichte, dort aber dann gegen Audrey Albié mit 1:6 und 3:6 verlor. Bei den mit 60.000 US-Dollar dotierten Engie Open de l’Isère erhielt sie eine Wildcard für das Hauptfeld, verlor dort aber in der ersten Runde gegen Irina Bara mit 6:72 und 2:6.